# Bodom After Midnight
Bodom After Midnight ist eine finnische Melodic-Death-Metal-Band aus Espoo.

## Geschichte
Im November 2019 verkündeten die Musiker Jaska Raatikainen, Henri "Henkka T. Blacksmith" Seppälä und Janne Wirman, dass sie die Band Children of Bodom verlassen werden. Nach einem letzten Konzert am 15. Dezember 2019 in Helsinki löste sich die Band auf. Die verbliebenen Mitglieder Alexi Laiho (Gesang, Gitarre) und Daniel Freyberg (Gitarre) wollten weiter zusammen Musik machen und gründeten eine neue Band. Komplettiert wurde die Besetzung vom Schlagzeuger Waltteri Väyrynen (Paradise Lost) und dem Bassisten Mitja Toivonen (Santa Cruz).
Laut Daniel Freyberg bestand Alexi Laiho darauf, dass der neue Bandname das Wort Bodom enthält, der sich auf den Bodominjärvi bezieht. Dieser See wurde im Jahre 1960 über Finnland hinaus bekannt, als drei von vier zeltenden Jugendlichen ermordet wurden. Diese Morde sind bis heute ungeklärt. Der Bandname Bodom After Midnight soll laut Freyberg „auf eine Zeit nach Children of Bodom beziehen, aber auch andeuten, dass die neue Band demselben musikalischen Pfad folge“. Am 23. Oktober 2020 spielten Bodom After Midnight in Seinäjoki ihr erstes Konzert, bei dem nur Lieder von Children of Bodom gespielt wurden. Einen Monat später nahm die Band in den Finnvox Studios in Helsinki ihre erste EP auf. Anfang Dezember 2020 unterschrieben Bodom After Midnight einen Vertrag bei Napalm Records.
Am 29. Dezember 2020 verstarb Sänger Alexi Laiho im Alter von 41 Jahren an den Folgen von Alkohol-induzierten Schäden an Leber und Bauchspeicheldrüse. Napalm Records veröffentlichte am 23. April 2021 die EP Paint the Sky with Blood. Die EP enthält neben zwei Eigenkompositionen noch eine Coverversion des Dissection-Liedes Where Dead Angels Lie.

## Diskografie
- 2021: Paint the Sky with Blood (EP, Napalm Records, #14 der deutschen Single-Trend-Charts am 30. April 2021[7])